# Ole Paus
Ole Paus (né à Oslo le 9 février 1947 et mort à Drammen le 12 décembre 2023) était un chanteur-compositeur et poète norvégien, largement considéré comme l'une des figures musicales norvégiennes les plus innovantes du XXe siècle et "le troubadour le plus important de la Norvège à l'époque de sa mort."

## Biographie

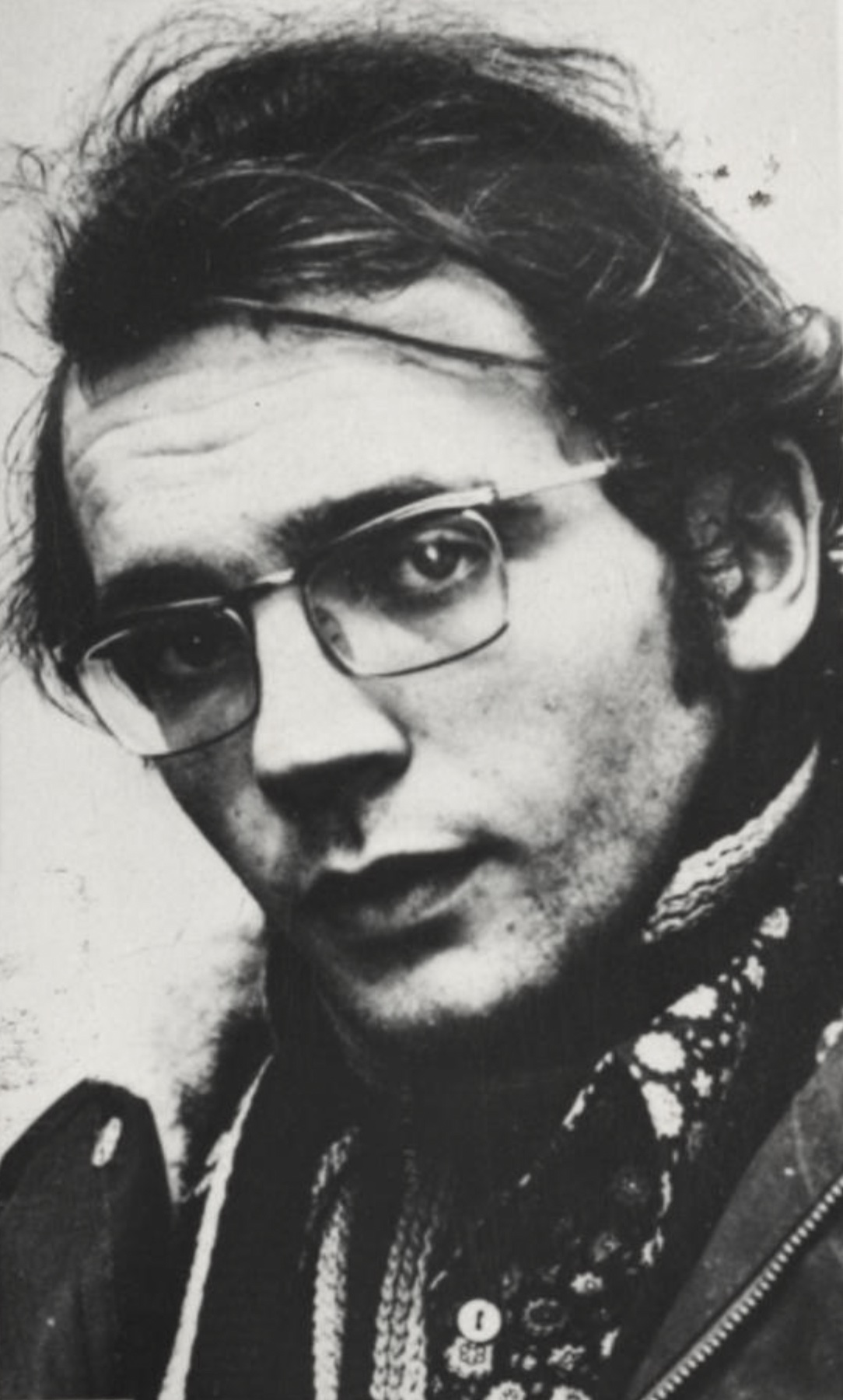
Ole Paus en 1971.

Émergeant pendant la renaissance de la ballade norvégienne (visebølgen), Paus a joué un rôle clé dans la définition de la direction de ce genre. Au cours d'une carrière de cinq décennies, il a sorti environ 40 albums, écrit des romans, des recueils de poésie et des récits de voyage. Son œuvre allait des chansons de protestation et des ballades satiriques à des hymnes profondément réfléchis et des chansons d'amour. Paus était connu pour son individualisme distinctif, ses critiques sociales et son attitude rebelle, se levant "sans peur pour les plus faibles contre les pouvoirs en place." Souvent appelé le "troubadour national" de la Norvège, sa chanson Mitt lille land est devenue un hymne d'unité après les attaques de 2011 en Norvège.
Né à Oslo dans une famille aristocratique liée à Henrik Ibsen, Paus a grandi comme le fils d'un général dans une famille parfois dysfonctionnelle marquée par la perte, l'anxiété, les bouleversements et la distance émotionnelle. Après la mort prématurée de sa mère, il a été élevé par sa grand-mère Ella, réfugiée juive venue de Vienne en 1938. En 1967, il a commencé à se produire en tant que chanteur-compositeur à Oslo, une profession qui "n'existait pas à l'époque," et a été découvert en 1969 par Alf Prøysen et Alf Cranner.
Son premier enregistrement est sorti en 1970, Der ute – der inne, comprenant 18 chansons sur la vie urbaine à Oslo. Encouragé par Prøysen, il a publié l'année suivante le recueil de poésie Tekster fra en trapp. Ses premiers albums mélangeaient des influences folk, jazz et rock, caractérisés par une critique sociale acérée et une profonde empathie pour les exclus, les marginalisés et les solitaires de la société — "tous ceux d'entre nous qui ne pouvaient pas faire face à l'existence," comme exprimé dans des chansons telles que Jacobs vise, Merkelige Mira, Blues for Pyttsan Jespersens pårørende et Kajsas sang. Tout au long des années 1970, il a collaboré avec des artistes notables comme Jens Bjørneboe et Ketil Bjørnstad, créant des œuvres qui transcendaient les genres traditionnels. Sa satire mordante a trouvé une plateforme dans la série Paus-posten, consolidant sa réputation de provocateur culturel.
Dans les dernières années, Paus s'est concentré sur des thèmes plus contemplatifs et spirituels. Ses collaborations avec l'Église culturelle ont produit des interprétations remarquables d'hymnes, et sa chanson Innerst i sjelen est devenue un classique norvégien. Travaillant aux côtés de son fils, le compositeur classique Marcus Paus, il s'est aventuré dans l'opéra, l'oratorio et la musique d'avant-garde. Alexander Z. Ibsen — sans lien de parenté — a noté que "Ole Paus occupait une position unique parmi les artistes norvégiens. Les chansons qu'il écrivait touchaient un large public, allant des hymnes contemplatifs aux ballades satiriques. Compte tenu de ses nombreuses années actives et de son travail transcendant les genres, il doit être considéré comme le troubadour le plus important de la Norvège à l'époque de sa mort," tandis que Håvard Rem l'a qualifié de premier chanteur-compositeur de Norvège. Ses mémoires publiés à titre posthume, For en mann (2024), révèlent un artiste dont la vie et l'œuvre défiaient toute catégorisation facile.

## Discographie
- Der ute - der inne (1970)
- Garman (1972)
- Blues for Pyttsan Jespersens pårørende (1973)
- Ole Bull Show (avec Gunnar Bull Gundersen) (1973)
- Zarepta (1974)
- Lise Madsen, Moses og de andre (avec Ketil Bjørnstad) (1975)
- I anstendighetens navn (1976)
- Paus-posten (1977)
- Nye Paus-posten (1977)
- Sjikaner i utvalg (1978)
- Kjellersanger (1979)
- Noen der oppe (1982)
- Bjørnstad/Paus/Hamsun (avec Ketil Bjørnstad) (1982)
- Svarte ringer (1982)
- Grensevakt (1984)
- Muggen manna (1986)
- Stjerner i rennesteinen (1989)
- Salmer på veien hjem (avec Kari Bremnes et Mari Boine)(1991)
- Biggles' testamente (1992)
- Hva hjertet ser (1995)
- Stopp pressen! Det grøvste fra Paus-posten (1995)
- To Rustne Herrer (avec Jonas Fjeld) (1996)
- Pausposten Extra! (1996)
- Det begynner å bli et liv(1998)
- Damebesøk (avec Jonas Fjeld) (1998)
- Den velsignede (2000)
- Kildens bredd (avec Ketil Bjørnstad) (2002)
- Tolv Rustne Strenger (avec Jonas Fjeld) (2003)
- En bøtte med lys (2004)
- Sanger fra et hvitmalt gjerde i sjelen (2005)